# Idaea perdulcis
Idaea perdulcis är en fjärilsart som beskrevs av Turner 1926. Idaea perdulcis ingår i släktet Idaea och familjen mätare. Inga underarter finns listade i Catalogue of Life.